# Sainte-Eulalie-d'Olt
Sainte-Eulalie-d'Olt är en kommun i departementet Aveyron i regionen Occitanien i södra Frankrike. Kommunen ligger  i kantonen Saint-Geniez-d'Olt som ligger i arrondissementet Rodez. År 2022 hade Sainte-Eulalie-d'Olt 371 invånare.

## Befolkningsutveckling
Antalet invånare i kommunen Sainte-Eulalie-d'Olt
Referens: INSEE